# Simon Barrett
Simon Barrett (nascut el 1978) és un actor, productor, guionista i director estatunidenc conegut per les seves col·laboracions amb Adam Wingard, incloses A Horrible Way to Die, V/H/S, V/H/S/2, Tu ets el següent, i El convidat. El seu debut com a director, Seance, es va estrenar el 2021.

## Primers anys
Barrett va néixer a Columbia (Missouri), el 1978.

## Carrera
Barrett ha interpretat diversos papers a les seves pel·lícules. Ho atribueix als baixos pressupostos de les seves primeres pel·lícules, en què ell i el dru col·laborador freqüent Adam Wingard es van veure obligats a actuar, ja que no es podien permetre el luxe de contractar ningú més.  Barrett acredita els seus actors informant-los sobre el procés de guió i les tècniques que utilitzarà en el futur.
Entre els seus primers treballs va ser escriure la pel·lícula de televisió del 2004 Frankenfish, i col·laborant amb el director Alex Turner com a guionista de Dead Birds (2004) i Red Sands (2009), pel·lícules de terror d'època.  Va col·laborar per primera vegada amb Wingard a A Horrible Way to Die (2010) i va continuar amb Tu ets el següent, on va escriure, produir i actuar. Va coescriure Autoerotic (2011) amb els codirectors Wingard i Joe Swanberg. Els tres van tornar a col·laborar aquell mateix any a What Fun We Were Having: 4 Stories About Date Rape.
El 2012, va escriure un segment a The ABCs of Death per a Wingard i es va unir a V/H/S com a escriptor, productor, i actor; va tornar a la seqüela del 2013 per escriure i dirigir un segment. Eric England va seleccionar Barrett a Contracted (2013) després de conèixer-lo i quedar impressionat per la seva capacitat de barrejar-se amb les multituds malgrat la seva carisma.  Swanberg va seleccionar Barrett i Wingard a 24 Exposures (2013) després d'haver-se inspirat enla seva relació de treball i llurs diferents personalitats. També el 2013, Barrett va escriure i dirigir una obra radiofònica per a Tales from Beyond the Pale de Larry Fessenden. El convidat (2014) va ser una altra col·laboració entre Wingard i Barrett. Van dir que el tema del thriller d'aquesta pel·lícula els va obrir portes addicionals, ja que abans havien estat estereotipats com a cineastes de terror.
El 2016, va escriure Blair Witch, dirigida per Wingard, és una seqüela de la pel·lícula de 1999 The Blair Witch Project.
El 2017, va escriure Temple, dirigida per Michael Barrett.
El 2021, va fer el seu debut com a director amb Seance, de la que també va escriure el guió. El mateix any també va escriure i dirigir el segment "The Empty Wake" de V/H/S/94, marcant la seva tercera vegada que treballava a la franquícia V/H/S.
El 2024, va coescriure Godzilla x Kong: The New Empire, també coescrit i dirigit per Wingard. El mateix any també va escriure Azrael, dirigida per E. L. Katz.
Va estar en les obres d'un remake de la pel·lícula de suspens de Corea del Sud I Saw The Devil. Es va anunciar el 2014. Però a partir del 2024, encara no hi ha hagut cap actualització sobre aquest projecte. Els seus propers projectes com a escriptor inclouen Onslaught, l'adaptació en imatge real de Thundercats i la seqüela de la pel·lícula de 1997 Face/Off, tots ells. estarà dirigida per Wingard.

## Filmografia
Cinema
| Any  | Títol                                              | Guionista | Productor    | Notes |
| ---- | -------------------------------------------------- | --------- | ------------ | --- |
| 2004 | Dead Birds                                         | Sí        | co-productor | |
| 2004 | Frankenfish                                        | Sí        | No           | Telefilm |
| 2009 | Red Sands                                          | Sí        | co-productor | |
| 2010 | A Horrible Way to Die                              | Sí        | Sí           | També primer ajudant de direcció, director de càsting, gerent de localització i supervisor de música/postproducció |
| 2011 | Tu ets el següent                                  | Sí        | Sí           | |
| 2011 | Autoerotic                                         | Sí        | No           | |
| 2011 | What Fun We Were Having: 4 Stories About Date Rape | Sí        | No           | |
| 2014 | El convidat                                        | Sí        | executiu     | |
| 2016 | Blair Witch                                        | Sí        | co-productor | |
| 2017 | Temple                                             | Sí        | No           | |
| 2021 | Seance                                             | Sí        | No           | També director |
| 2024 | Azrael                                             | Sí        | Sí           | [ 16 ] |
| 2024 | Godzilla x Kong: The New Empire                    | Sí        | No           | [ 17 ] |
| TBA  | Onslaught                                          | Sí        | Sí           | |

Com actor
| Any  | Títol                 | Paper            |
| ---- | --------------------- | ---------------- |
| 2009 | Red Sands             | Matt Carson      |
| 2010 | A Horrible Way to Die | Olsen            |
| 2011 | Tu ets el següent     | Tiger Mask       |
| 2013 | Contracted            | B. J.            |
| 2013 | 24 Exposures          | Michael Bamfeaux |

Curtmetratges
| Any  | Títol                                                      | Director | Guionista | Productor | Paper         | Notes                                       |
| ---- | ---------------------------------------------------------- | -------- | --------- | --------- | ------------- | ------------------------------------------- |
| 2000 | The Nothing Deal                                           | Sí       | Sí        | Sí        |               | També director de fotografia i editor       |
| 2012 | Tape 56                                                    | No       | Sí        | Sí        | Steve         | Segment of V/H/S                            |
| 2012 | The Sick Thing that happened to Emily when she was Younger | No       | Sí        | No        | Cap           | Segment de V/H/S ; També operador de càmara |
| 2012 | Q is for Quack                                             | No       | Sí        | No        | Simon Barrett | Segment de The ABCs of Death                |
| 2013 | Tape 49                                                    | Sí       | Sí        | executiu  | Steve         | Segment de V/H/S/2                          |
| 2013 | Phase I Clinicial Trials                                   | No       | Sí        | executiu  |               | Segment de V/H/S/2 ; també fotògraf de set  |
| 2021 | The Empty Wake                                             | Sí       | Sí        | No        |               | Segment de V/H/S/94                         |